# Caravansérail de Zeinodin
Le caravansérail de Zeinodin (زين الدين) date du XVIe siècle. Ce caravansérail est situé près de Yazd en Iran, sur l’ancienne route de la soie. C'est une des 999 auberges construites durant le règne de Abbas Ier le Grand afin de fournir des installations aux voyageurs,

## Localisation
Le caravansérail est situé sur la route de la soie qui était jusqu'en 1500 la principale route d'échanges entre l'Europe et l'Asie. Une autoroute menant à Yazd  passe par Zeinodin. À l'époque de la route de la soie il fallait deux jours de voyage à chameau en direction du Sud pour atteindre Zeinodin depuis Yazd, environ 60 km de la route principale à destination de Kerman,.

## Description
L'extérieur du caravansérail apparait comme une « ruine abandonnée » (« derelict ruin ») alors que son intérieur est bien aménagé dans le style originel faisant de ce lieu un endroit « atmosphérique et fascinant » (« atmospheric and fascinating ») à vivre.

## Histoire
Les premiers caravansérails datent de 2 500 ans, quand la Perse faisait partie de l'Empire achéménide.
Durant la période Séfévides en Iran, des caravansérails furent construits sur des sites pratiques tous les trente à cinquante kilomètres, le long des routes commerçantes du pays. Beaucoup de ces bâtiments furent notamment construits sous les règnes des Chahs Abbas Ier (1587–1629) et Abbas II (1642–66).
Le caravansérail de Zeinodin est une des 999 auberges construites pour développer le commerce. L'entrée y était payante ainsi que la mise à disposition d'une pièce de 8 pieds carrés. Les pièces disposaient d'une cheminée et les servants logeaient dans un lieu séparé. Le gardien du caravansérail était légalement autorisé à percevoir des taxes  sur les ventes et à superviser toutes les opérations ; ils avaient tendance parfois surtaxer et à tromper les marchands. Il incombait au gardien de protéger les marchands et leurs biens du vol

## Architecture et aménagement
Le caravansérail est un bâtiment carré à deux étages avec une cour et un bassin au centre. Il fait partie des deux seuls caravansérails avec des tours rondes ; l'autre caravansérail avec des tours rondes est en ruine et est situé vers Esfahan. Le caravansérail de Zeinodin a résisté aux intempéries car il a été initialement bien conçu et construit.
Sa récente rénovation a pris trois ans et 13 000 pierres ponces ont été utilisées pour enlever la saleté sur les murs intérieurs, le caravansérail devient alors un site touristique. Restaurées dans un état proche de l'original, les pièces sont surélevées et des matelas sont posés sur le sol couvert de tapis. Il n'y a pas de porte séparant les pièces du couloir, seul un rideau offre de l'intimité aux occupants. Cependant la salle de bain commune est bien équipée,. Le bâtiment peut accueillir en 2010 de 60 à 80 touristes par jour.